# Đồi trụy hóa

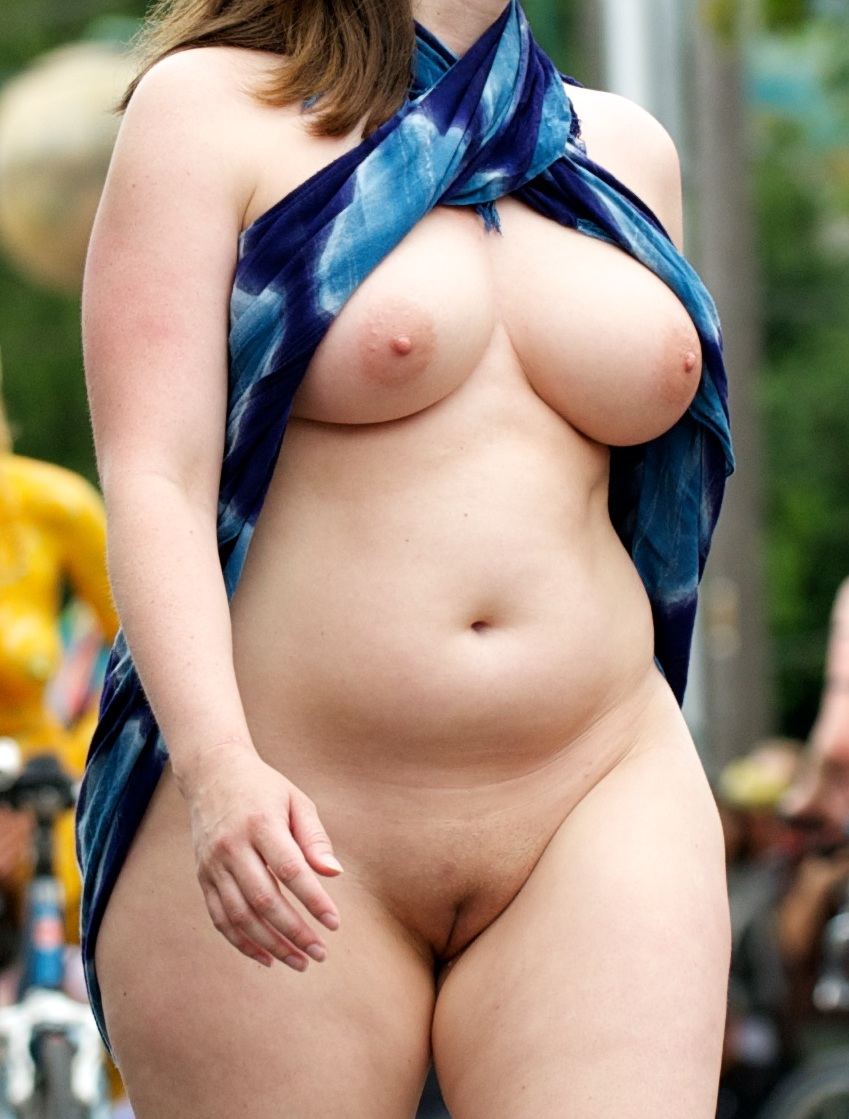
Việc khoe thân nơi công cộng đang dần trở nên bình thướng hóa, nhiều khu vực còn cho phép thực hiện công khai các hoạt động giải trí khỏa thân

Đồi trụy hóa hay Khiêu dâm hóa (Pornification), ở một khía cạnh nhất định gọi là trụy lạc hóa là sự hấp thụ của văn hóa chính thống vào các phong cách hoặc nội dung của ngành công nghiệp tình dục và trào lưu tình dục hóa của văn hóa phương Tây, đôi khi được gọi là thứ văn hóa trần trụi khiếm nhã (Raunch). Đây chính là sự mô tả của quá trình thâm nhập ngày càng gia tăng của các hình ảnh, hình tượng, từ ngữ và thái độ liên quan đến ngành công nghiệp tình dục và phim khiêu dâm vào văn hóa đại chúng và các khía cạnh khác của xã hội, đó cũng là quá trình mà nội dung, phong cách hoặc tính chất của phim khiêu dâm được hấp thụ và trở nên bình thường hóa trong các lĩnh vực không liên quan trực tiếp đến tình dục, chẳng hạn như quảng cáo, âm nhạc, truyền hình, thời trang, giải trí và thậm chí cả các hành vi xã hội gây nên các cuộc tranh luận về trang phục "hở hang", "thiếu vải", "mát mẻ", "táo bạo", nội dung quảng cáo gợi cảm hay các video ca nhạc bị coi là "phản cảm".

## Nữ giới
Việc khiêu dâm hóa, đặc biệt là việc sử dụng hình ảnh phụ nữ mang tính khiêu dâm, được cho là để chứng minh "quyền lực gia trưởng hoạt động như thế nào trong lĩnh vực đại diện giới". Các nhà phê bình thường cho rằng việc đồi trụy hóa có thể gây ra những tác động tiêu cực, như làm biến dạng hình ảnh phụ nữ (biến họ thành đối tượng tình dục), thúc đẩy các chuẩn mực tình dục không thực tế, và góp phần vào sự gia tăng các vấn đề xã hội liên quan đến tình dục. Trong tác phẩm Phụ nữ trong văn hóa đại chúng (Women in Popular Culture), Marion Meyers lập luận rằng cách miêu tả phụ nữ trong xã hội hiện đại chủ yếu chịu ảnh hưởng bởi "sự phổ biến của nội dung khiêu dâm và hậu quả là tình dục hóa phụ nữ và trẻ em gái, cũng như việc biến những hình ảnh đó thành hàng hóa cho thị trường toàn cầu". Sự khiêu dâm hóa cũng xuất hiện trong các cuộc thảo luận về hậu nữ quyền của Ariel Levy, Natasha Walter, Feona Attwood, và Brian McNair. Bernadette Barton, Giáo sư Xã hội học và Nghiên cứu Giới tại Đại học Morehead State đã lấy ví dụ về "văn hóa khiếm nhã" (Raunch culture) là việc những lời nói của Donald Trump về cách đối xử với phụ nữ không mấy quan trọng, hay hành vi làm gương trước đây của vợ ông. Múa cột đã trở thành một hình thức tập thể dục dành cho phụ nữ ngoại ô, và những lời lẽ gợi dục len lỏi vào các phát ngôn công khai hàng ngày.

## Biểu hiện

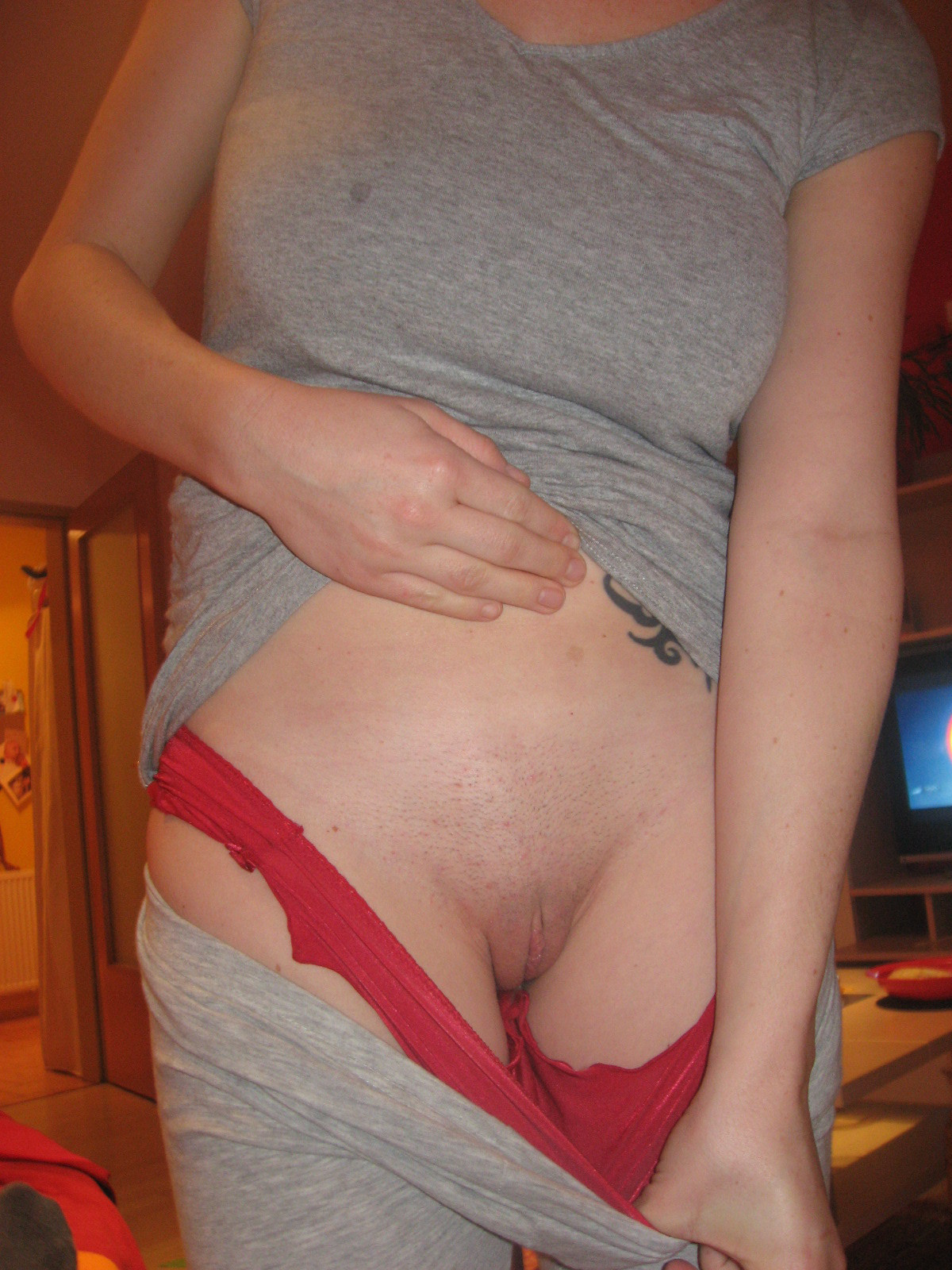
Việc các bạn nữ chụp hình vùng kín và đăng lên mạng xã hội đang ngày càng bình thường

Các biểu hiện của khiêu dâm hóa đều xoay quanh việc phơi bày, nhấn mạnh, và bình thường hóa các yếu tố tình dục trong các bối cảnh không chuyên biệt về tình dục, thường là để thu hút sự chú ý hoặc thương mại hóa. Các đặc điểm chính của đồi trụy hóa bao gồm:
- Tình dục hóa quá mức: Sự tập trung quá mức vào các khía cạnh tình dục, đặc biệt là hình ảnh phụ nữ bị tình dục hóa, để thu hút sự chú ý hoặc quảng bá sản phẩm. Sử dụng các hình ảnh gợi cảm, hở hang, mát mẻ, nóng bỏng, tư thế khiêu gợi không cần thiết để quảng bá sản phẩm hoặc thu hút sự chú ý, điển hình là loại hình "nhà hàng gợi cảm" đã được đăng ký và công nhận ở Mỹ. Phụ nữ thường bị biến thành đối tượng tình dục, không phải là cá thể có giá trị riêng. Một số trò chơi điện tử có các nhân vật được tạo hình gợi cảm quá mức, hoặc các tình huống có tính chất tình dục không cần thiết, có thể dẫn đến việc coi thường phụ nữ, khuyến khích các hành vi tình dục không lành mạnh hoặc phi thực tế.
- Bình thường hóa nội dung khiêu dâm: Các yếu tố từng được coi là cấm kỵ hoặc chỉ tồn tại trong lĩnh vực khiêu dâm giờ đây xuất hiện phổ biến tràn lan hơn và được chấp nhận rộng rãi hơn trong các phương tiện truyền thông chính thống. Các hành vi tình dục từng được coi là riêng tư hoặc cấm kỵ được thể hiện công khai hơn trên các phương tiện truyền thông, đôi khi được miêu tả như một phần tất yếu, bình thường của cuộc sống mà không có sự cân nhắc về tác động.
- Thương mại hóa tình dục: Biến tình dục và hình ảnh tình dục thành một công cụ để bán hàng hoặc thu hút khán giả, thu hút khách du lịch. Nội dung có tính chất gợi dục trong phim ảnh, âm nhạc, video ca nhạc ngày càng phổ biến, các MV ca nhạc có trang phục thiếu vải, động tác vũ đạo khêu gợi, lời bài hát ám chỉ tình dục một cách trực tiếp hoặc gián tiếp. Phim ảnh, chương trình truyền hình sử dụng cảnh nóng, cảnh gợi dục để câu khách, đôi khi không phục vụ mục đích nghệ thuật hay cốt truyện. Tình dục trở thành một công cụ để bán sản phẩm, dịch vụ hoặc thu hút sự chú ý, thay vì được nhìn nhận như một khía cạnh thiêng liêng, riêng tư của con người.
- Xu hướng thời trang hở hang, thiếu vải, mát mẻ và tôn vinh hình thể quá mức: Các bộ trang phục cut-out táo bạo, váy ngắn, áo xuyên thấu, trang phục bó sát phô diễn đường cong cơ thể trở nên phổ biến, đôi khi vượt quá giới hạn của sự gợi cảm lành mạnh.
- Ảnh hưởng đến nhận thức xã hội: Việc đồi trụy hóa thể dẫn đến việc thay đổi cách mọi người nhìn nhận về giới tính, các mối quan hệ, và ranh giới giữa sự riêng tư và công khai. Hành vi cá nhân trên mạng xã hội đã có sự thay đổi, việc cư dân mạng đăng tải các bức ảnh, video khoe thân, khoe đường cong, hoặc thực hiện các động tác gợi cảm để thu hút lượt thích, bình luận, câu like, câu view để thể hiện bản thân. Điều này có thể xuất phát từ việc muốn được công nhận hoặc chịu ảnh hưởng từ các xu hướng trên mạng. Ngôn ngữ và cách nói chuyện càng thiếu đi sự trong sáng khi sử dụng ngôn ngữ hoặc từ ngữ có tính chất gợi dục, ám chỉ tình dục một cách công khai hơn trong giao tiếp hàng ngày hoặc trên mạng xã hội.
- Thay đổi chuẩn mực về sự gợi cảm và ranh giới khi xã hội dần chấp nhận những hình ảnh, hành vi có tính chất tình dục hơn, khiến ranh giới giữa gợi cảm và khiêu dâm trở nên mờ nhạt. Giới trẻ tiếp xúc với các nội dung tình dục hóa từ sớm, có thể dẫn đến những nhận thức sai lệch về tình dục, các mối quan hệ, giá trị bản thân, và hình ảnh cơ thể, có thể cảm thấy áp lực phải thể hiện mình theo cách gợi cảm để được chấp nhận hoặc nổi tiếng. Sự trụy lạc hóa và sự suy thoái về đạo đức, chuẩn mực xã hội và giá trị có liên quan với nhau khi một xã hội hoặc cá nhân trở nên đồi trụy/trụy lạc, họ có xu hướng đánh mất các giá trị truyền thống, sự tôn trọng, và có thể chấp nhận hoặc tham gia vào các hành vi bị coi là không lành mạnh, vô đạo đức, bằng hoại hoặc độc hại. Việc tiếp xúc thường xuyên với nội dung khiêu dâm hóa có thể ảnh hưởng đến kỳ vọng về tình dục và các mối quan hệ, đôi khi dẫn đến các hành vi lệch lạc, bạo lực tình dục hoặc các vấn đề về sức khỏe tâm thần như nghiện khiêu dâm, ám ảnh tình dục, trầm cảm, lo âu.